# Lista di asteroidi (615001-616000)
Di seguito una lista di asteroidi dal numero 615001 al 616000 con data di scoperta e scopritore.

## 615001-615100
| Nome     | Designazione provvisoria | Data di scoperta  | Scopritore           |
| -------- | ------------------------ | ----------------- | -------------------- |
| 615001 - | 2001 TO262               | 7 gennaio 2010    | Spacewatch           |
| 615002 - | 2001 TZ262               | 25 settembre 2006 | Mount Lemmon Survey  |
| 615003 - | 2001 TN268               | 14 ottobre 2001   | SDSS Collaboration   |
| 615004 - | 2001 TC269               | 17 settembre 2010 | Spacewatch           |
| 615005 - | 2001 UM11                | 18 ottobre 2001   | NEAT                 |
| 615006 - | 2001 UE32                | 16 ottobre 2001   | Spacewatch           |
| 615007 - | 2001 UV60                | 17 ottobre 2001   | LINEAR               |
| 615008 - | 2001 UW67                | 20 ottobre 2001   | LINEAR               |
| 615009 - | 2001 UL87                | 18 ottobre 2001   | Spacewatch           |
| 615010 - | 2001 UV89                | 20 ottobre 2001   | Spacewatch           |
| 615011 - | 2001 UN95                | 23 ottobre 2001   | NEAT                 |
| 615012 - | 2001 UU101               | 18 ottobre 2001   | NEAT                 |
| 615013 - | 2001 UQ102               | 20 ottobre 2001   | LINEAR               |
| 615014 - | 2001 UT110               | 21 ottobre 2001   | LINEAR               |
| 615015 - | 2001 UH139               | 18 ottobre 2001   | NEAT                 |
| 615016 - | 2001 UP215               | 23 ottobre 2001   | LINEAR               |
| 615017 - | 2001 UO226               | 26 agosto 2005    | NEAT                 |
| 615018 - | 2001 UY228               | 29 luglio 2008    | Mount Lemmon Survey  |
| 615019 - | 2001 UO231               | 18 settembre 2001 | SDSS Collaboration   |
| 615020 - | 2001 UP232               | 3 settembre 2008  | Spacewatch           |
| 615021 - | 2001 UL233               | 4 novembre 2012   | Spacewatch           |
| 615022 - | 2001 UW233               | 22 febbraio 2003  | NEAT                 |
| 615023 - | 2001 UC234               | 24 aprile 2004    | Spacewatch           |
| 615024 - | 2001 UH234               | 15 gennaio 2015   | Pan-STARRS 1         |
| 615025 - | 2001 UQ235               | 30 gennaio 2009   | Mount Lemmon Survey  |
| 615026 - | 2001 UH236               | 21 ottobre 2001   | Spacewatch           |
| 615027 - | 2001 UO236               | 11 gennaio 2011   | Spacewatch           |
| 615028 - | 2001 UM239               | 3 aprile 2011     | Pan-STARRS 1         |
| 615029 - | 2001 UA240               | 26 novembre 2009  | Mount Lemmon Survey  |
| 615030 - | 2001 UB240               | 25 ottobre 2001   | SDSS Collaboration   |
| 615031 - | 2001 UC241               | 25 ottobre 2001   | SDSS Collaboration   |
| 615032 - | 2001 VG6                 | 9 novembre 2001   | LINEAR               |
| 615033 - | 2001 VD73                | 12 novembre 2001  | Spacewatch           |
| 615034 - | 2001 VT76                | 12 novembre 2001  | LINEAR               |
| 615035 - | 2001 VB78                | 11 novembre 2001  | Spacewatch           |
| 615036 - | 2001 VX84                | 12 novembre 2001  | LINEAR               |
| 615037 - | 2001 VS135               | 11 marzo 2014     | Mount Lemmon Survey  |
| 615038 - | 2001 VF136               | 25 settembre 2009 | Mount Lemmon Survey  |
| 615039 - | 2001 VB139               | 12 novembre 2001  | SDSS Collaboration   |
| 615040 - | 2001 WU                  | 16 novembre 2001  | Spacewatch           |
| 615041 - | 2001 WB5                 | 20 novembre 2001  | LINEAR               |
| 615042 - | 2001 WY20                | 20 settembre 2001 | LINEAR               |
| 615043 - | 2001 WH43                | 10 ottobre 2001   | Spacewatch           |
| 615044 - | 2001 WB54                | 18 ottobre 2001   | Spacewatch           |
| 615045 - | 2001 WL65                | 11 ottobre 2001   | NEAT                 |
| 615046 - | 2001 WA105               | 12 agosto 2012    | Siding Spring Survey |
| 615047 - | 2001 WG105               | 26 novembre 2005  | Mount Lemmon Survey  |
| 615048 - | 2001 WJ105               | 29 marzo 2003     | LONEOS               |
| 615049 - | 2001 WN105               | 1º ottobre 2005   | Mount Lemmon Survey  |
| 615050 - | 2001 WT105               | 17 novembre 2001  | Spacewatch           |
| 615051 - | 2001 WA107               | 16 ottobre 2012   | Spacewatch           |
| 615052 - | 2001 WG107               | 3 settembre 2013  | Spacewatch           |
| 615053 - | 2001 XZ31                | 11 dicembre 2001  | LINEAR               |
| 615054 - | 2001 XZ78                | 11 dicembre 2001  | LINEAR               |
| 615055 - | 2001 XQ103               | 14 dicembre 2001  | LINEAR               |
| 615056 - | 2001 XG232               | 15 dicembre 2001  | LINEAR               |
| 615057 - | 2001 XN268               | 24 settembre 2012 | Spacewatch           |
| 615058 - | 2001 XB269               | 20 marzo 2017     | Pan-STARRS 1         |
| 615059 - | 2001 XJ269               | 13 dicembre 2013  | Mount Lemmon Survey  |
| 615060 - | 2001 YH                  | 17 dicembre 2001  | LINEAR               |
| 615061 - | 2001 YM125               | 17 dicembre 2001  | LINEAR               |
| 615062 - | 2001 YA148               | 18 dicembre 2001  | LINEAR               |
| 615063 - | 2001 YW162               | 19 dicembre 2001  | Spacewatch           |
| 615064 - | 2002 AX19                | 9 gennaio 2002    | LINEAR               |
| 615065 - | 2002 AA140               | 13 gennaio 2002   | LINEAR               |
| 615066 - | 2002 AK169               | 14 gennaio 2002   | LINEAR               |
| 615067 - | 2002 AN211               | 3 marzo 2013      | Mount Lemmon Survey  |
| 615068 - | 2002 AA214               | 25 ottobre 2009   | Mount Lemmon Survey  |
| 615069 - | 2002 AH214               | 23 luglio 2009    | Siding Spring Survey |
| 615070 - | 2002 BM33                | 22 gennaio 2002   | Spacewatch           |
| 615071 - | 2002 CP185               | 10 febbraio 2002  | LINEAR               |
| 615072 - | 2002 CV204               | 10 febbraio 2002  | Spacewatch           |
| 615073 - | 2002 CA222               | 11 febbraio 2002  | LINEAR               |
| 615074 - | 2002 CR264               | 9 febbraio 2002   | Spacewatch           |
| 615075 - | 2002 CM318               | 21 aprile 2013    | Pan-STARRS 1         |
| 615076 - | 2002 CY319               | 7 marzo 1995      | Spacewatch           |
| 615077 - | 2002 CA320               | 2 novembre 2007   | Mount Lemmon Survey  |
| 615078 - | 2002 CN320               | 31 ottobre 2013   | Spacewatch           |
| 615079 - | 2002 CA321               | 13 febbraio 2002  | Spacewatch           |
| 615080 - | 2002 CV321               | 13 agosto 2012    | Pan-STARRS 1         |
| 615081 - | 2002 CX325               | 6 settembre 2016  | Mount Lemmon Survey  |
| 615082 - | 2002 DW4                 | 17 febbraio 2002  | Becker, A.           |
| 615083 - | 2002 DX16                | 20 febbraio 2002  | LONEOS               |
| 615084 - | 2002 EL37                | 9 marzo 2002      | Spacewatch           |
| 615085 - | 2002 EW76                | 11 marzo 2002     | Spacewatch           |
| 615086 - | 2002 EK165               | 19 gennaio 2013   | Mount Lemmon Survey  |
| 615087 - | 2002 EX165               | 9 marzo 2002      | NEAT                 |
| 615088 - | 2002 EC166               | 4 dicembre 2012   | Mount Lemmon Survey  |
| 615089 - | 2002 EC167               | 21 settembre 2003 | Spacewatch           |
| 615090 - | 2002 ET169               | 25 agosto 2014    | Pan-STARRS 1         |
| 615091 - | 2002 GM192               | 24 settembre 2011 | Pan-STARRS 1         |
| 615092 - | 2002 GK193               | 13 gennaio 2008   | Spacewatch           |
| 615093 - | 2002 GR193               | 29 settembre 1994 | Spacewatch           |
| 615094 - | 2002 GB195               | 21 febbraio 2009  | CSS                  |
| 615095 - | 2002 GK195               | 6 marzo 2011      | Mount Lemmon Survey  |
| 615096 - | 2002 GD197               | 6 maggio 2006     | Mount Lemmon Survey  |
| 615097 - | 2002 HD19                | 8 aprile 2010     | Spacewatch           |
| 615098 - | 2002 JN3                 | 4 maggio 2002     | Spacewatch           |
| 615099 - | 2002 JQ152               | 16 ottobre 2003   | Spacewatch           |
| 615100 - | 2002 KL17                | 5 febbraio 2009   | Spacewatch           |

## 615101-615200
| Nome     | Designazione provvisoria | Data di scoperta  | Scopritore                     |
| -------- | ------------------------ | ----------------- | ------------------------------ |
| 615101 - | 2002 LD3                 | 5 giugno 2002     | Spacewatch                     |
| 615102 - | 2002 LM56                | 12 maggio 2002    | NEAT                           |
| 615103 - | 2002 LA64                | 14 aprile 2010    | Spacewatch                     |
| 615104 - | 2002 LM64                | 15 giugno 2002    | NEAT                           |
| 615105 - | 2002 LR64                | 13 agosto 2002    | NEAT                           |
| 615106 - | 2002 LW64                | 3 febbraio 2009   | Mount Lemmon Survey            |
| 615107 - | 2002 LO65                | 4 aprile 2005     | Mount Lemmon Survey            |
| 615108 - | 2002 LL66                | 2 giugno 2002     | NEAT                           |
| 615109 - | 2002 MX5                 | 26 giugno 2002    | NEAT                           |
| 615110 - | 2002 MR7                 | 5 agosto 2002     | NEAT                           |
| 615111 - | 2002 MA8                 | 21 gennaio 2015   | Pan-STARRS 1                   |
| 615112 - | 2002 NA42                | 14 luglio 2002    | NEAT                           |
| 615113 - | 2002 NG48                | 14 luglio 2002    | NEAT                           |
| 615114 - | 2002 NE67                | 5 luglio 2002     | Spacewatch                     |
| 615115 - | 2002 NU70                | 10 ottobre 2008   | CSS                            |
| 615116 - | 2002 ND71                | 18 dicembre 2003  | Spacewatch                     |
| 615117 - | 2002 NG71                | 24 ottobre 2003   | SDSS Collaboration             |
| 615118 - | 2002 NQ73                | 12 gennaio 2010   | Mount Lemmon Survey            |
| 615119 - | 2002 NA74                | 2 novembre 2008   | CSS                            |
| 615120 - | 2002 NP75                | 18 giugno 2002    | Campo Imperatore               |
| 615121 - | 2002 NY75                | 23 settembre 2008 | Spacewatch                     |
| 615122 - | 2002 NO77                | 27 agosto 2009    | Spacewatch                     |
| 615123 - | 2002 NU78                | 8 febbraio 2011   | Mount Lemmon Survey            |
| 615124 - | 2002 NZ79                | 16 dicembre 2007  | Spacewatch                     |
| 615125 - | 2002 NE81                | 2 febbraio 2009   | Spacewatch                     |
| 615126 - | 2002 NO83                | 18 ottobre 2009   | Mount Lemmon Survey            |
| 615127 - | 2002 NZ83                | 9 settembre 2013  | Pan-STARRS 1                   |
| 615128 - | 2002 OH28                | 14 luglio 2002    | NEAT                           |
| 615129 - | 2002 OO29                | 16 gennaio 2005   | Spacewatch                     |
| 615130 - | 2002 OP33                | 21 luglio 2002    | NEAT                           |
| 615131 - | 2002 OT35                | 10 settembre 2007 | Mount Lemmon Survey            |
| 615132 - | 2002 OW36                | 18 dicembre 2007  | Mount Lemmon Survey            |
| 615133 - | 2002 OH37                | 12 febbraio 2004  | Spacewatch                     |
| 615134 - | 2002 OP37                | 26 ottobre 2008   | Mount Lemmon Survey            |
| 615135 - | 2002 OA38                | 24 agosto 2002    | NEAT                           |
| 615136 - | 2002 OD38                | 21 luglio 2002    | NEAT                           |
| 615137 - | 2002 OO38                | 28 ottobre 2008   | Spacewatch                     |
| 615138 - | 2002 PW                  | 8 luglio 2002     | NEAT                           |
| 615139 - | 2002 PN3                 | 3 agosto 2002     | NEAT                           |
| 615140 - | 2002 PM14                | 24 giugno 2002    | NEAT                           |
| 615141 - | 2002 PH19                | 6 agosto 2002     | NEAT                           |
| 615142 - | 2002 PC20                | 6 agosto 2002     | NEAT                           |
| 615143 - | 2002 PJ40                | 18 giugno 2002    | Spacewatch                     |
| 615144 - | 2002 PR64                | 17 luglio 2002    | NEAT                           |
| 615145 - | 2002 PP70                | 21 luglio 2002    | NEAT                           |
| 615146 - | 2002 PZ86                | 20 luglio 2002    | NEAT                           |
| 615147 - | 2002 PX110               | 13 agosto 2002    | LINEAR                         |
| 615148 - | 2002 PK150               | 6 agosto 2002     | NEAT                           |
| 615149 - | 2002 PG155               | 8 agosto 2002     | NEAT                           |
| 615150 - | 2002 PV156               | 14 luglio 2002    | NEAT                           |
| 615151 - | 2002 PL157               | 23 luglio 2002    | NEAT                           |
| 615152 - | 2002 PQ162               | 8 agosto 2002     | Powell                         |
| 615153 - | 2002 PJ164               | 8 agosto 2002     | NEAT                           |
| 615154 - | 2002 PH168               | 26 novembre 2003  | Holvorcem, P. R., Schwartz, M. |
| 615155 - | 2002 PE181               | 14 luglio 2002    | NEAT                           |
| 615156 - | 2002 PC182               | 12 agosto 2002    | AMOS                           |
| 615157 - | 2002 PW186               | 16 agosto 2002    | AMOS                           |
| 615158 - | 2002 PW189               | 5 dicembre 2007   | Mount Lemmon Survey            |
| 615159 - | 2002 PU191               | 20 febbraio 2009  | Spacewatch                     |
| 615160 - | 2002 PR192               | 9 febbraio 2010   | Mount Lemmon Survey            |
| 615161 - | 2002 PT193               | 25 marzo 2009     | Mount Lemmon Survey            |
| 615162 - | 2002 PW193               | 13 dicembre 2006  | Mount Lemmon Survey            |
| 615163 - | 2002 PZ193               | 11 ottobre 2002   | SDSS Collaboration             |
| 615164 - | 2002 PX194               | 8 gennaio 2010    | Spacewatch                     |
| 615165 - | 2002 PN195               | 12 agosto 2002    | LONEOS                         |
| 615166 - | 2002 PQ195               | 12 luglio 2002    | NEAT                           |
| 615167 - | 2002 PZ195               | 20 agosto 2009    | Spacewatch                     |
| 615168 - | 2002 PV196               | 3 marzo 2006      | Spacewatch                     |
| 615169 - | 2002 PH197               | 22 novembre 2009  | CSS                            |
| 615170 - | 2002 PW198               | 18 gennaio 2009   | Spacewatch                     |
| 615171 - | 2002 PK199               | 13 novembre 2006  | Mount Lemmon Survey            |
| 615172 - | 2002 PA200               | 26 novembre 2011  | Mount Lemmon Survey            |
| 615173 - | 2002 PE200               | 17 novembre 2009  | Mount Lemmon Survey            |
| 615174 - | 2002 PW202               | 1º settembre 2002 | NEAT                           |
| 615175 - | 2002 PY202               | 3 settembre 2002  | NEAT                           |
| 615176 - | 2002 PL203               | 25 luglio 2015    | Pan-STARRS 1                   |
| 615177 - | 2002 PG204               | 3 agosto 2002     | NEAT                           |
| 615178 - | 2002 PT204               | 16 febbraio 2004  | Spacewatch                     |
| 615179 - | 2002 PY204               | 19 gennaio 2015   | Pan-STARRS 1                   |
| 615180 - | 2002 PE205               | 1º luglio 2011    | Mount Lemmon Survey            |
| 615181 - | 2002 QD                  | 16 agosto 2002    | NEAT                           |
| 615182 - | 2002 QN27                | 28 agosto 2002    | NEAT                           |
| 615183 - | 2002 QY36                | 30 agosto 2002    | Spacewatch                     |
| 615184 - | 2002 QM46                | 11 agosto 2002    | NEAT                           |
| 615185 - | 2002 QE50                | 20 agosto 2002    | NEAT                           |
| 615186 - | 2002 QO51                | 17 agosto 2002    | NEAT                           |
| 615187 - | 2002 QO56                | 18 agosto 2002    | NEAT                           |
| 615188 - | 2002 QU56                | 18 agosto 2002    | NEAT                           |
| 615189 - | 2002 QT58                | 8 agosto 2002     | NEAT                           |
| 615190 - | 2002 QF59                | 14 agosto 2002    | NEAT                           |
| 615191 - | 2002 QV60                | 17 agosto 2002    | NEAT                           |
| 615192 - | 2002 QJ63                | 17 agosto 2002    | NEAT                           |
| 615193 - | 2002 QR63                | 17 agosto 2002    | NEAT                           |
| 615194 - | 2002 QW72                | 18 agosto 2002    | NEAT                           |
| 615195 - | 2002 QZ72                | 17 agosto 2002    | NEAT                           |
| 615196 - | 2002 QP82                | 19 agosto 2002    | NEAT                           |
| 615197 - | 2002 QT82                | 10 maggio 2005    | Spacewatch                     |
| 615198 - | 2002 QG83                | 12 luglio 2002    | NEAT                           |
| 615199 - | 2002 QS83                | 11 agosto 2002    | NEAT                           |
| 615200 - | 2002 QY86                | 17 marzo 2004     | Spacewatch                     |

## 615201-615300
| Nome                  | Designazione provvisoria | Data di scoperta  | Scopritore               |
| --------------------- | ------------------------ | ----------------- | ------------------------ |
| 615201 -              | 2002 QK91                | 16 giugno 2005    | Spacewatch               |
| 615202 -              | 2002 QS91                | 19 agosto 2002    | NEAT                     |
| 615203 -              | 2002 QS94                | 12 aprile 2005    | Mount Lemmon Survey      |
| 615204 -              | 2002 QM95                | 18 agosto 2002    | NEAT                     |
| 615205 -              | 2002 QF96                | 12 agosto 2002    | Buie, M. W., Kern, S. D. |
| 615206 -              | 2002 QY100               | 19 agosto 2002    | NEAT                     |
| 615207 -              | 2002 QZ106               | 6 agosto 2002     | NEAT                     |
| 615208 -              | 2002 QV109               | 22 luglio 2002    | NEAT                     |
| 615209 -              | 2002 QG116               | 19 giugno 2006    | Mount Lemmon Survey      |
| 615210 -              | 2002 QG117               | 12 luglio 2002    | NEAT                     |
| 615211 -              | 2002 QH118               | 8 agosto 2002     | NEAT                     |
| 615212 -              | 2002 QR120               | 29 agosto 2002    | NEAT                     |
| 615213 -              | 2002 QM124               | 16 gennaio 2005   | Spacewatch               |
| 615214 Molnárkristian | 2002 QY132               | 17 agosto 2002    | NEAT                     |
| 615215 -              | 2002 QD134               | 29 agosto 2002    | NEAT                     |
| 615216 -              | 2002 QO134               | 31 ottobre 2008   | Mount Lemmon Survey      |
| 615217 -              | 2002 QA137               | 1º novembre 2008  | Mount Lemmon Survey      |
| 615218 -              | 2002 QH138               | 3 marzo 2005      | CSS                      |
| 615219 -              | 2002 QP140               | 26 aprile 2006    | Spacewatch               |
| 615220 -              | 2002 QP143               | 28 gennaio 2004   | SDSS Collaboration       |
| 615221 -              | 2002 QZ143               | 20 agosto 2009    | OAM Observatory          |
| 615222 -              | 2002 QQ148               | 8 novembre 2008   | Mount Lemmon Survey      |
| 615223 -              | 2002 QM149               | 10 luglio 2002    | NEAT                     |
| 615224 -              | 2002 QE156               | 5 settembre 2013  | CSS                      |
| 615225 -              | 2002 QS157               | 17 agosto 2009    | Spacewatch               |
| 615226 -              | 2002 QZ157               | 22 novembre 2006  | CSS                      |
| 615227 -              | 2002 QX158               | 30 agosto 2002    | Spacewatch               |
| 615228 -              | 2002 QJ159               | 25 ottobre 2008   | Spacewatch               |
| 615229 -              | 2002 QR159               | 28 gennaio 2017   | Pan-STARRS 1             |
| 615230 -              | 2002 RD3                 | 4 settembre 2002  | LONEOS                   |
| 615231 -              | 2002 RQ5                 | 3 settembre 2002  | NEAT                     |
| 615232 -              | 2002 RJ67                | 3 settembre 2002  | NEAT                     |
| 615233 -              | 2002 RW114               | 22 luglio 2002    | NEAT                     |
| 615234 -              | 2002 RJ167               | 3 ottobre 1997    | Spacewatch               |
| 615235 -              | 2002 RD181               | 5 settembre 2002  | LINEAR                   |
| 615236 -              | 2002 RY190               | 13 settembre 2002 | LINEAR                   |
| 615237 -              | 2002 RF191               | 5 settembre 2002  | LINEAR                   |
| 615238 -              | 2002 RT191               | 12 settembre 2002 | NEAT                     |
| 615239 -              | 2002 RC205               | 14 settembre 2002 | NEAT                     |
| 615240 -              | 2002 RH206               | 14 settembre 2002 | NEAT                     |
| 615241 -              | 2002 RX209               | 15 settembre 2002 | Spacewatch               |
| 615242 -              | 2002 RH215               | 13 settembre 2002 | LINEAR                   |
| 615243 -              | 2002 RM219               | 5 settembre 2002  | LINEAR                   |
| 615244 -              | 2002 RZ221               | 14 febbraio 2000  | Spacewatch               |
| 615245 -              | 2002 RU224               | 13 settembre 2002 | NEAT                     |
| 615246 -              | 2002 RB231               | 15 settembre 2002 | AMOS                     |
| 615247 -              | 2002 RW236               | 29 agosto 2002    | NEAT                     |
| 615248 -              | 2002 RC241               | 28 agosto 2002    | NEAT                     |
| 615249 -              | 2002 RM241               | 6 settembre 2002  | LINEAR                   |
| 615250 -              | 2002 RA248               | 9 settembre 2002  | AMOS                     |
| 615251 -              | 2002 RE251               | 18 agosto 2002    | NEAT                     |
| 615252 -              | 2002 RB256               | 12 settembre 2002 | NEAT                     |
| 615253 -              | 2002 RY257               | 9 febbraio 2005   | Spacewatch               |
| 615254 -              | 2002 RM258               | 30 aprile 2006    | Spacewatch               |
| 615255 -              | 2002 RR262               | 11 settembre 2002 | NEAT                     |
| 615256 -              | 2002 RG274               | 18 agosto 2002    | NEAT                     |
| 615257 -              | 2002 RG275               | 29 luglio 2002    | NEAT                     |
| 615258 -              | 2002 RE283               | 27 ottobre 2008   | Spacewatch               |
| 615259 -              | 2002 RR286               | 5 ottobre 2002    | SDSS Collaboration       |
| 615260 -              | 2002 RX286               | 20 agosto 2009    | Spacewatch               |
| 615261 -              | 2002 RV288               | 15 novembre 2006  | CSS                      |
| 615262 -              | 2002 RD289               | 3 marzo 2005      | CSS                      |
| 615263 -              | 2002 RS291               | 14 dicembre 2010  | Mount Lemmon Survey      |
| 615264 -              | 2002 RO292               | 22 ottobre 2008   | Spacewatch               |
| 615265 -              | 2002 RP293               | 15 agosto 2002    | NEAT                     |
| 615266 -              | 2002 RJ295               | 5 ottobre 2013    | Mount Lemmon Survey      |
| 615267 -              | 2002 RB296               | 29 marzo 2004     | LINEAR                   |
| 615268 -              | 2002 RX296               | 13 settembre 2002 | NEAT                     |
| 615269 -              | 2002 RD297               | 10 agosto 2007    | Spacewatch               |
| 615270 -              | 2002 RK297               | 17 settembre 2009 | CSS                      |
| 615271 -              | 2002 RD299               | 28 settembre 2002 | AMOS                     |
| 615272 -              | 2002 RF299               | 8 marzo 2013      | Pan-STARRS 1             |
| 615273 -              | 2002 SM3                 | 26 settembre 2002 | NEAT                     |
| 615274 -              | 2002 SR7                 | 27 settembre 2002 | NEAT                     |
| 615275 -              | 2002 SN9                 | 27 settembre 2002 | NEAT                     |
| 615276 -              | 2002 SB17                | 17 settembre 2002 | AMOS                     |
| 615277 -              | 2002 SJ32                | 28 settembre 2002 | AMOS                     |
| 615278 -              | 2002 SD42                | 28 settembre 2002 | NEAT                     |
| 615279 -              | 2002 SE64                | 27 settembre 2002 | NEAT                     |
| 615280 -              | 2002 SN66                | 9 aprile 2005     | Mount Lemmon Survey      |
| 615281 -              | 2002 SV68                | 29 agosto 2006    | Spacewatch               |
| 615282 -              | 2002 SB69                | 13 dicembre 2006  | Spacewatch               |
| 615283 -              | 2002 SC71                | 16 dicembre 2006  | Mount Lemmon Survey      |
| 615284 -              | 2002 SS72                | 5 aprile 2008     | Spacewatch               |
| 615285 -              | 2002 SE74                | 24 ottobre 2008   | Spacewatch               |
| 615286 -              | 2002 SQ74                | 22 novembre 2006  | Mount Lemmon Survey      |
| 615287 -              | 2002 SY74                | 19 agosto 2009    | OAM Observatory          |
| 615288 -              | 2002 SO75                | 20 novembre 2008  | Mount Lemmon Survey      |
| 615289 -              | 2002 TS80                | 1º ottobre 2002   | LONEOS                   |
| 615290 -              | 2002 TT81                | 1º ottobre 2002   | AMOS                     |
| 615291 -              | 2002 TZ81                | 1º ottobre 2002   | AMOS                     |
| 615292 -              | 2002 TW101               | 4 ottobre 2002    | LINEAR                   |
| 615293 -              | 2002 TF106               | 4 ottobre 2002    | Spacewatch               |
| 615294 -              | 2002 TV115               | 3 ottobre 2002    | NEAT                     |
| 615295 -              | 2002 TZ134               | 28 settembre 2002 | AMOS                     |
| 615296 -              | 2002 TL140               | 5 ottobre 2002    | NEAT                     |
| 615297 -              | 2002 TG149               | 4 ottobre 2002    | LINEAR                   |
| 615298 -              | 2002 TK151               | 5 ottobre 2002    | NEAT                     |
| 615299 -              | 2002 TS152               | 5 ottobre 2002    | NEAT                     |
| 615300 -              | 2002 TP171               | 16 agosto 2002    | LINEAR                   |

## 615301-615400
| Nome               | Designazione provvisoria | Data di scoperta  | Scopritore                     |
| ------------------ | ------------------------ | ----------------- | ------------------------------ |
| 615301 -           | 2002 TO173               | 28 settembre 2002 | AMOS                           |
| 615302 -           | 2002 TZ209               | 7 ottobre 2002    | NEAT                           |
| 615303 -           | 2002 TF215               | 4 ottobre 2002    | LINEAR                         |
| 615304 -           | 2002 TZ215               | 22 luglio 1995    | Spacewatch                     |
| 615305 -           | 2002 TK253               | 3 ottobre 2002    | LINEAR                         |
| 615306 -           | 2002 TA269               | 4 ottobre 2002    | NEAT                           |
| 615307 -           | 2002 TM269               | 7 settembre 2002  | LINEAR                         |
| 615308 -           | 2002 TC271               | 9 ottobre 2002    | LINEAR                         |
| 615309 -           | 2002 TP382               | 11 ottobre 2002   | NEAT                           |
| 615310 -           | 2002 TM385               | 26 ottobre 2002   | AMOS                           |
| 615311 -           | 2002 TY386               | 21 dicembre 2008  | Spacewatch                     |
| 615312 -           | 2002 TK389               | 15 ottobre 2009   | Mount Lemmon Survey            |
| 615313 -           | 2002 TO389               | 18 luglio 2012    | CSS                            |
| 615314 -           | 2002 TX389               | 13 ottobre 2013   | Spacewatch                     |
| 615315 -           | 2002 TD390               | 7 novembre 2007   | Spacewatch                     |
| 615316 -           | 2002 TO391               | 10 ottobre 2002   | NEAT                           |
| 615317 -           | 2002 TA393               | 15 agosto 2006    | Siding Spring Survey           |
| 615318 -           | 2002 TX393               | 15 ottobre 2002   | NEAT                           |
| 615319 -           | 2002 TV394               | 5 ottobre 2002    | NEAT                           |
| 615320 -           | 2002 UA4                 | 28 ottobre 2002   | Holvorcem, P. R., Schwartz, M. |
| 615321 -           | 2002 UY7                 | 28 ottobre 2002   | NEAT                           |
| 615322 -           | 2002 UR12                | 30 ottobre 2002   | AMOS                           |
| 615323 -           | 2002 UG16                | 30 ottobre 2002   | NEAT                           |
| 615324 -           | 2002 UG26                | 15 ottobre 2002   | NEAT                           |
| 615325 -           | 2002 UY78                | 21 luglio 2006    | CSS                            |
| 615326 -           | 2002 UK79                | 29 settembre 2002 | AMOS                           |
| 615327 -           | 2002 UY79                | 21 novembre 2014  | Pan-STARRS 1                   |
| 615328 -           | 2002 UG81                | 6 aprile 2011     | Mount Lemmon Survey            |
| 615329 -           | 2002 UL81                | 22 aprile 2009    | Mount Lemmon Survey            |
| 615330 -           | 2002 UE82                | 28 agosto 2006    | CSS                            |
| 615331 -           | 2002 VP4                 | 4 novembre 2002   | NEAT                           |
| 615332 -           | 2002 VC16                | 16 ottobre 2002   | NEAT                           |
| 615333 -           | 2002 VO46                | 7 novembre 2002   | LINEAR                         |
| 615334 -           | 2002 VL74                | 30 ottobre 2002   | NEAT                           |
| 615335 -           | 2002 VP95                | 30 ottobre 2002   | NEAT                           |
| 615336 -           | 2002 VF99                | 13 novembre 2002  | Spacewatch                     |
| 615337 -           | 2002 VG99                | 13 novembre 2002  | Spacewatch                     |
| 615338 -           | 2002 VC101               | 15 ottobre 2002   | NEAT                           |
| 615339 -           | 2002 VS114               | 13 novembre 2002  | NEAT                           |
| 615340 -           | 2002 VW116               | 6 novembre 2002   | LINEAR                         |
| 615341 -           | 2002 VV128               | 4 novembre 2002   | Spacewatch                     |
| 615342 -           | 2002 VW137               | 13 novembre 2002  | NEAT                           |
| 615343 -           | 2002 VJ143               | 23 febbraio 2007  | CSS                            |
| 615344 -           | 2002 VQ144               | 16 febbraio 2007  | CSS                            |
| 615345 -           | 2002 VY146               | 20 novembre 2008  | Spacewatch                     |
| 615346 -           | 2002 VG148               | 20 settembre 2009 | Mount Lemmon Survey            |
| 615347 -           | 2002 VE149               | 27 novembre 2013  | Pan-STARRS 1                   |
| 615348 -           | 2002 VG149               | 26 settembre 2006 | CSS                            |
| 615349 -           | 2002 VP150               | 13 novembre 2002  | NEAT                           |
| 615350 -           | 2002 VS151               | 13 aprile 2011    | Spacewatch                     |
| 615351 -           | 2002 VU151               | 15 novembre 2002  | NEAT                           |
| 615352 -           | 2002 VT154               | 9 novembre 2002   | Kitt Peak                      |
| 615353 -           | 2002 WL22                | 24 novembre 2002  | NEAT                           |
| 615354 -           | 2002 WM25                | 23 novembre 2002  | NEAT                           |
| 615355 Jacobkuiper | 2002 WW29                | 4 novembre 2002   | NEAT                           |
| 615356 -           | 2002 WZ29                | 29 luglio 2005    | Siding Spring Survey           |
| 615357 -           | 2002 WY30                | 27 novembre 2002  | AMOS                           |
| 615358 -           | 2002 WC32                | 28 dicembre 2013  | Spacewatch                     |
| 615359 -           | 2002 WZ32                | 27 maggio 2014    | Mount Lemmon Survey            |
| 615360 -           | 2002 WA33                | 27 agosto 2013    | Pan-STARRS 1                   |
| 615361 -           | 2002 XN6                 | 1º dicembre 2002  | AMOS                           |
| 615362 -           | 2002 XX8                 | 2 dicembre 2002   | LINEAR                         |
| 615363 -           | 2002 XW19                | 2 dicembre 2002   | LINEAR                         |
| 615364 -           | 2002 XJ23                | 5 dicembre 2002   | LINEAR                         |
| 615365 -           | 2002 XL39                | 24 novembre 2002  | NEAT                           |
| 615366 -           | 2002 XD65                | 12 dicembre 2002  | LINEAR                         |
| 615367 -           | 2002 XE68                | 11 dicembre 2002  | NEAT                           |
| 615368 -           | 2002 XV68                | 12 dicembre 2002  | LINEAR                         |
| 615369 -           | 2002 XG121               | 30 luglio 2005    | Boattini, A.                   |
| 615370 -           | 2002 XT121               | 3 dicembre 2008   | Spacewatch                     |
| 615371 -           | 2002 XC122               | 7 gennaio 2014    | Mount Lemmon Survey            |
| 615372 -           | 2002 XK122               | 12 luglio 2005    | Mount Lemmon Survey            |
| 615373 -           | 2002 XP124               | 3 aprile 2016     | Pan-STARRS 1                   |
| 615374 -           | 2002 YW36                | 28 dicembre 2002  | Spacewatch                     |
| 615375 -           | 2002 YC37                | 26 dicembre 2009  | Spacewatch                     |
| 615376 -           | 2003 AQ8                 | 31 dicembre 2002  | LINEAR                         |
| 615377 -           | 2003 AE79                | 10 gennaio 2003   | Spacewatch                     |
| 615378 -           | 2003 AK95                | 11 febbraio 2008  | Mount Lemmon Survey            |
| 615379 -           | 2003 AQ95                | 26 ottobre 2009   | Spacewatch                     |
| 615380 -           | 2003 BM3                 | 24 gennaio 2003   | Boattini, A., Hainaut, O.      |
| 615381 -           | 2003 BH5                 | 24 gennaio 2003   | Boattini, A., Hainaut, O.      |
| 615382 -           | 2003 BS9                 | 26 gennaio 2003   | NEAT                           |
| 615383 -           | 2003 BD34                | 27 gennaio 2003   | LINEAR                         |
| 615384 -           | 2003 BK41                | 29 gennaio 2003   | Spacewatch                     |
| 615385 -           | 2003 BQ41                | 28 gennaio 2003   | LINEAR                         |
| 615386 -           | 2003 BJ94                | 23 agosto 2004    | Siding Spring Survey           |
| 615387 -           | 2003 BS94                | 23 settembre 2005 | Spacewatch                     |
| 615388 -           | 2003 BC95                | 28 gennaio 2003   | SDSS Collaboration             |
| 615389 -           | 2003 BT95                | 18 febbraio 2014  | Mount Lemmon Survey            |
| 615390 -           | 2003 BJ97                | 13 gennaio 2003   | Spacewatch                     |
| 615391 -           | 2003 BK97                | 5 marzo 2008      | Mount Lemmon Survey            |
| 615392 -           | 2003 BZ101               | 26 marzo 2007     | Mount Lemmon Survey            |
| 615393 -           | 2003 CX16                | 3 febbraio 2003   | LINEAR                         |
| 615394 -           | 2003 DJ5                 | 9 febbraio 2003   | AMOS                           |
| 615395 -           | 2003 DJ25                | 2 novembre 2010   | Mount Lemmon Survey            |
| 615396 -           | 2003 EW56                | 10 marzo 2003     | LONEOS                         |
| 615397 -           | 2003 FB4                 | 26 marzo 2003     | NEAT                           |
| 615398 -           | 2003 FX124               | 24 maggio 2011    | Pan-STARRS 1                   |
| 615399 -           | 2003 FB135               | 13 febbraio 2011  | Mount Lemmon Survey            |
| 615400 -           | 2003 FF135               | 24 marzo 2003     | Spacewatch                     |

## 615401-615500
| Nome     | Designazione provvisoria | Data di scoperta  | Scopritore                     |
| -------- | ------------------------ | ----------------- | ------------------------------ |
| 615401 - | 2003 FJ135               | 6 aprile 2008     | Mount Lemmon Survey            |
| 615402 - | 2003 FY135               | 6 ottobre 2004    | Spacewatch                     |
| 615403 - | 2003 FZ137               | 11 ottobre 2012   | Pan-STARRS 1                   |
| 615404 - | 2003 FM139               | 24 maggio 2011    | Schwartz, M., Holvorcem, P. R. |
| 615405 - | 2003 FP139               | 3 gennaio 2014    | Spacewatch                     |
| 615406 - | 2003 FD140               | 16 maggio 2013    | Mount Lemmon Survey            |
| 615407 - | 2003 FV141               | 23 marzo 2003     | SDSS Collaboration             |
| 615408 - | 2003 GB2                 | 1º aprile 2003    | LINEAR                         |
| 615409 - | 2003 GQ61                | 4 aprile 2003     | Spacewatch                     |
| 615410 - | 2003 GE62                | 29 marzo 2008     | Spacewatch                     |
| 615411 - | 2003 GO62                | 14 luglio 2015    | Pan-STARRS 1                   |
| 615412 - | 2003 GW62                | 14 agosto 2012    | Pan-STARRS 1                   |
| 615413 - | 2003 GD64                | 25 maggio 2007    | Mount Lemmon Survey            |
| 615414 - | 2003 GH64                | 27 novembre 2010  | Mount Lemmon Survey            |
| 615415 - | 2003 GB65                | 29 gennaio 2017   | Pan-STARRS 1                   |
| 615416 - | 2003 GD65                | 24 aprile 2008    | Spacewatch                     |
| 615417 - | 2003 GA66                | 8 aprile 2003     | Spacewatch                     |
| 615418 - | 2003 HS59                | 3 ottobre 2013    | Pan-STARRS 1                   |
| 615419 - | 2003 HP60                | 27 marzo 2011     | Mount Lemmon Survey            |
| 615420 - | 2003 HL61                | 25 agosto 2014    | Pan-STARRS 1                   |
| 615421 - | 2003 HF62                | 10 gennaio 2006   | Mount Lemmon Survey            |
| 615422 - | 2003 HN63                | 8 giugno 2011     | Mount Lemmon Survey            |
| 615423 - | 2003 HM64                | 25 febbraio 2007  | Spacewatch                     |
| 615424 - | 2003 HX64                | 25 aprile 2003    | Spacewatch                     |
| 615425 - | 2003 HC65                | 25 dicembre 2009  | Spacewatch                     |
| 615426 - | 2003 HD66                | 26 aprile 2003    | Spacewatch                     |
| 615427 - | 2003 JQ18                | 24 gennaio 2006   | Mount Lemmon Survey            |
| 615428 - | 2003 JV20                | 1º maggio 2003    | Spacewatch                     |
| 615429 - | 2003 LS1                 | 26 maggio 2003    | Spacewatch                     |
| 615430 - | 2003 LM2                 | 2 giugno 2003     | Spacewatch                     |
| 615431 - | 2003 LL10                | 31 agosto 2011    | Siding Spring Survey           |
| 615432 - | 2003 LN11                | 23 marzo 2012     | Mount Lemmon Survey            |
| 615433 - | 2003 LO11                | 30 settembre 2005 | Mount Lemmon Survey            |
| 615434 - | 2003 NO13                | 27 aprile 2012    | Pan-STARRS 1                   |
| 615435 - | 2003 NQ13                | 1º gennaio 2008   | Spacewatch                     |
| 615436 - | 2003 NT13                | 20 giugno 2013    | Pan-STARRS 1                   |
| 615437 - | 2003 OB35                | 24 ottobre 2013   | Spacewatch                     |
| 615438 - | 2003 QC4                 | 18 agosto 2003    | CINEOS                         |
| 615439 - | 2003 QN19                | 22 agosto 2003    | AMOS                           |
| 615440 - | 2003 QG69                | 23 agosto 2003    | NEAT                           |
| 615441 - | 2003 QM71                | 25 agosto 2003    | NEAT                           |
| 615442 - | 2003 QM110               | 31 agosto 2003    | Spacewatch                     |
| 615443 - | 2003 QJ112               | 29 agosto 2003    | AMOS                           |
| 615444 - | 2003 QB115               | 23 agosto 2003    | NEAT                           |
| 615445 - | 2003 QF115               | 27 agosto 2003    | NEAT                           |
| 615446 - | 2003 QC121               | 3 novembre 2010   | Spacewatch                     |
| 615447 - | 2003 QA122               | 12 settembre 2007 | Mount Lemmon Survey            |
| 615448 - | 2003 QX122               | 13 ottobre 2010   | Mount Lemmon Survey            |
| 615449 - | 2003 RJ15                | 15 settembre 2003 | AMOS                           |
| 615450 - | 2003 SH9                 | 17 settembre 2003 | NEAT                           |
| 615451 - | 2003 SS14                | 25 agosto 2003    | Cerro Tololo                   |
| 615452 - | 2003 SO16                | 17 settembre 2003 | Spacewatch                     |
| 615453 - | 2003 SZ20                | 16 settembre 2003 | Spacewatch                     |
| 615454 - | 2003 SA23                | 16 settembre 2003 | NEAT                           |
| 615455 - | 2003 SE44                | 25 agosto 2003    | NEAT                           |
| 615456 - | 2003 SH62                | 31 agosto 2003    | AMOS                           |
| 615457 - | 2003 SF77                | 18 settembre 2003 | NEAT                           |
| 615458 - | 2003 SB96                | 19 settembre 2003 | NEAT                           |
| 615459 - | 2003 SD120               | 17 settembre 2003 | Spacewatch                     |
| 615460 - | 2003 SC127               | 19 settembre 2003 | Sarneczky, K., Sipocz, B.      |
| 615461 - | 2003 SQ128               | 20 settembre 2003 | Ryan, W.                       |
| 615462 - | 2003 SS134               | 18 settembre 2003 | Spacewatch                     |
| 615463 - | 2003 SW140               | 19 settembre 2003 | NEAT                           |
| 615464 - | 2003 SF150               | 17 settembre 2003 | LINEAR                         |
| 615465 - | 2003 SS150               | 31 agosto 2003    | AMOS                           |
| 615466 - | 2003 SL158               | 29 agosto 2003    | AMOS                           |
| 615467 - | 2003 SD161               | 20 settembre 2003 | LONEOS                         |
| 615468 - | 2003 SW165               | 20 settembre 2003 | NEAT                           |
| 615469 - | 2003 SS167               | 22 settembre 2003 | Spacewatch                     |
| 615470 - | 2003 SL175               | 18 settembre 2003 | Spacewatch                     |
| 615471 - | 2003 SA206               | 22 agosto 2003    | NEAT                           |
| 615472 - | 2003 SV229               | 27 settembre 2003 | Spacewatch                     |
| 615473 - | 2003 SH234               | 25 settembre 2003 | NEAT                           |
| 615474 - | 2003 SK238               | 17 settembre 2003 | Spacewatch                     |
| 615475 - | 2003 SG256               | 28 settembre 2003 | Spacewatch                     |
| 615476 - | 2003 SQ274               | 28 settembre 2003 | Spacewatch                     |
| 615477 - | 2003 SO277               | 25 settembre 2003 | NEAT                           |
| 615478 - | 2003 SF292               | 30 settembre 2003 | Healy, D.                      |
| 615479 - | 2003 SD313               | 17 settembre 2003 | LINEAR                         |
| 615480 - | 2003 SV324               | 17 settembre 2003 | Spacewatch                     |
| 615481 - | 2003 SC327               | 18 settembre 2003 | Spacewatch                     |
| 615482 - | 2003 SX331               | 16 ottobre 2003   | NEAT                           |
| 615483 - | 2003 ST332               | 17 ottobre 2003   | Spacewatch                     |
| 615484 - | 2003 SV354               | 22 settembre 2003 | NEAT                           |
| 615485 - | 2003 SO357               | 20 settembre 2003 | Spacewatch                     |
| 615486 - | 2003 SO359               | 21 settembre 2003 | Spacewatch                     |
| 615487 - | 2003 SW359               | 21 settembre 2003 | Spacewatch                     |
| 615488 - | 2003 SF370               | 21 dicembre 2004  | Spacewatch                     |
| 615489 - | 2003 SU373               | 26 settembre 2003 | SDSS Collaboration             |
| 615490 - | 2003 SF376               | 26 settembre 2003 | SDSS Collaboration             |
| 615491 - | 2003 SU376               | 22 ottobre 2003   | Kitt Peak                      |
| 615492 - | 2003 SH380               | 26 settembre 2003 | SDSS Collaboration             |
| 615493 - | 2003 SP387               | 26 settembre 2003 | SDSS Collaboration             |
| 615494 - | 2003 SX389               | 4 febbraio 2005   | Mount Lemmon Survey            |
| 615495 - | 2003 SO392               | 26 settembre 2003 | SDSS Collaboration             |
| 615496 - | 2003 SZ397               | 15 dicembre 2004  | Spacewatch                     |
| 615497 - | 2003 SP401               | 26 settembre 2003 | SDSS Collaboration             |
| 615498 - | 2003 SQ404               | 27 settembre 2003 | SDSS Collaboration             |
| 615499 - | 2003 SB405               | 27 settembre 2003 | SDSS Collaboration             |
| 615500 - | 2003 SK406               | 27 settembre 2003 | SDSS Collaboration             |

## 615501-615600
| Nome     | Designazione provvisoria | Data di scoperta  | Scopritore          |
| -------- | ------------------------ | ----------------- | ------------------- |
| 615501 - | 2003 SJ408               | 27 settembre 2003 | SDSS Collaboration  |
| 615502 - | 2003 SZ414               | 28 settembre 2003 | SDSS Collaboration  |
| 615503 - | 2003 SZ418               | 26 settembre 2003 | SDSS Collaboration  |
| 615504 - | 2003 SL419               | 20 dicembre 2004  | Mount Lemmon Survey |
| 615505 - | 2003 SQ419               | 28 settembre 2003 | SDSS Collaboration  |
| 615506 - | 2003 SL422               | 26 settembre 2003 | SDSS Collaboration  |
| 615507 - | 2003 SF428               | 17 settembre 2003 | LONEOS              |
| 615508 - | 2003 SG433               | 27 settembre 2003 | Spacewatch          |
| 615509 - | 2003 SR433               | 30 settembre 2003 | Spacewatch          |
| 615510 - | 2003 SK435               | 18 settembre 2003 | NEAT                |
| 615511 - | 2003 SL435               | 19 settembre 2003 | NEAT                |
| 615512 - | 2003 SP435               | 21 settembre 2003 | NEAT                |
| 615513 - | 2003 SR435               | 22 settembre 2003 | LONEOS              |
| 615514 - | 2003 SZ435               | 28 settembre 2003 | LONEOS              |
| 615515 - | 2003 SZ436               | 21 settembre 2003 | NEAT                |
| 615516 - | 2003 SQ438               | 21 settembre 2009 | Spacewatch          |
| 615517 - | 2003 SW438               | 20 ottobre 2003   | Spacewatch          |
| 615518 - | 2003 SO440               | 9 giugno 2007     | Spacewatch          |
| 615519 - | 2003 ST441               | 9 marzo 2005      | Mount Lemmon Survey |
| 615520 - | 2003 SN443               | 11 novembre 2013  | Spacewatch          |
| 615521 - | 2003 SU443               | 7 ottobre 2013    | Spacewatch          |
| 615522 - | 2003 SA445               | 4 maggio 2009     | Mount Lemmon Survey |
| 615523 - | 2003 SR448               | 9 febbraio 2005   | Spacewatch          |
| 615524 - | 2003 SV448               | 19 settembre 2003 | Spacewatch          |
| 615525 - | 2003 SF449               | 20 settembre 2003 | Spacewatch          |
| 615526 - | 2003 SX449               | 3 novembre 2016   | Pan-STARRS 1        |
| 615527 - | 2003 SC450               | 24 febbraio 2015  | Pan-STARRS 1        |
| 615528 - | 2003 SL450               | 13 luglio 2013    | Mount Lemmon Survey |
| 615529 - | 2003 SC451               | 16 gennaio 2005   | Spacewatch          |
| 615530 - | 2003 SE452               | 9 agosto 2013     | Spacewatch          |
| 615531 - | 2003 SZ452               | 12 luglio 2015    | Pan-STARRS 1        |
| 615532 - | 2003 SQ453               | 18 settembre 2003 | Spacewatch          |
| 615533 - | 2003 SW453               | 28 settembre 2003 | Spacewatch          |
| 615534 - | 2003 SG455               | 30 aprile 2014    | Pan-STARRS 1        |
| 615535 - | 2003 SP455               | 20 marzo 2007     | CSS                 |
| 615536 - | 2003 SR457               | 20 settembre 1998 | Spacewatch          |
| 615537 - | 2003 SC459               | 27 aprile 2012    | Pan-STARRS 1        |
| 615538 - | 2003 SQ461               | 28 settembre 2003 | Spacewatch          |
| 615539 - | 2003 SR464               | 29 settembre 2003 | Spacewatch          |
| 615540 - | 2003 SL465               | 30 settembre 2003 | Spacewatch          |
| 615541 - | 2003 SO465               | 27 settembre 2003 | Spacewatch          |
| 615542 - | 2003 SM470               | 22 settembre 2003 | Spacewatch          |
| 615543 - | 2003 TE3                 | 1º ottobre 2003   | Spacewatch          |
| 615544 - | 2003 TG12                | 23 settembre 2003 | NEAT                |
| 615545 - | 2003 TB23                | 1º ottobre 2003   | Spacewatch          |
| 615546 - | 2003 TY25                | 1º ottobre 2003   | Spacewatch          |
| 615547 - | 2003 TF34                | 1º ottobre 2003   | Spacewatch          |
| 615548 - | 2003 TD40                | 2 ottobre 2003    | Spacewatch          |
| 615549 - | 2003 TK48                | 3 ottobre 2003    | Spacewatch          |
| 615550 - | 2003 TC50                | 3 ottobre 2003    | AMOS                |
| 615551 - | 2003 TG55                | 5 ottobre 2003    | Spacewatch          |
| 615552 - | 2003 TO55                | 5 ottobre 2003    | Spacewatch          |
| 615553 - | 2003 TJ56                | 5 ottobre 2003    | Spacewatch          |
| 615554 - | 2003 TM60                | 2 ottobre 2003    | Spacewatch          |
| 615555 - | 2003 TU60                | 2 ottobre 2003    | Spacewatch          |
| 615556 - | 2003 TY61                | 11 novembre 2009  | Mount Lemmon Survey |
| 615557 - | 2003 TZ62                | 2 ottobre 2003    | Spacewatch          |
| 615558 - | 2003 TL63                | 14 maggio 2009    | Spacewatch          |
| 615559 - | 2003 TR63                | 30 marzo 2015     | Pan-STARRS 1        |
| 615560 - | 2003 TT63                | 5 ottobre 2003    | Spacewatch          |
| 615561 - | 2003 TW63                | 5 febbraio 2013   | Mount Lemmon Survey |
| 615562 - | 2003 TW64                | 3 ottobre 2003    | Spacewatch          |
| 615563 - | 2003 UR20                | 28 luglio 2003    | NEAT                |
| 615564 - | 2003 UU24                | 16 ottobre 2003   | Spacewatch          |
| 615565 - | 2003 UN32                | 19 settembre 2003 | Spacewatch          |
| 615566 - | 2003 UA34                | 17 ottobre 2003   | Spacewatch          |
| 615567 - | 2003 UZ47                | 1º ottobre 2003   | Spacewatch          |
| 615568 - | 2003 UM51                | 17 settembre 2003 | NEAT                |
| 615569 - | 2003 UM69                | 16 settembre 2003 | Spacewatch          |
| 615570 - | 2003 UR71                | 19 ottobre 2003   | Spacewatch          |
| 615571 - | 2003 UK87                | 19 ottobre 2003   | LONEOS              |
| 615572 - | 2003 UB90                | 20 ottobre 2003   | Spacewatch          |
| 615573 - | 2003 UD96                | 18 ottobre 2003   | Spacewatch          |
| 615574 - | 2003 UV106               | 18 ottobre 2003   | NEAT                |
| 615575 - | 2003 UR117               | 21 ottobre 2003   | Spacewatch          |
| 615576 - | 2003 UW123               | 18 settembre 2003 | Spacewatch          |
| 615577 - | 2003 UR130               | 19 settembre 2003 | NEAT                |
| 615578 - | 2003 UQ140               | 16 ottobre 2003   | NEAT                |
| 615579 - | 2003 UP153               | 19 ottobre 2003   | Spacewatch          |
| 615580 - | 2003 UH154               | 20 ottobre 2003   | Spacewatch          |
| 615581 - | 2003 UQ166               | 21 ottobre 2003   | Spacewatch          |
| 615582 - | 2003 UM182               | 21 ottobre 2003   | Spacewatch          |
| 615583 - | 2003 US209               | 28 settembre 2003 | Spacewatch          |
| 615584 - | 2003 UT242               | 24 ottobre 2003   | LINEAR              |
| 615585 - | 2003 UX282               | 21 ottobre 2003   | NEAT                |
| 615586 - | 2003 UQ286               | 28 settembre 2003 | Spacewatch          |
| 615587 - | 2003 UM291               | 27 ottobre 2003   | Spacewatch          |
| 615588 - | 2003 UN300               | 16 ottobre 2003   | Spacewatch          |
| 615589 - | 2003 UE310               | 20 settembre 2003 | NEAT                |
| 615590 - | 2003 UD317               | 18 settembre 2003 | Spacewatch          |
| 615591 - | 2003 UB321               | 16 ottobre 2003   | Spacewatch          |
| 615592 - | 2003 UN326               | 2 ottobre 2003    | Spacewatch          |
| 615593 - | 2003 UA327               | 30 settembre 2003 | Spacewatch          |
| 615594 - | 2003 UX337               | 18 ottobre 2003   | Spacewatch          |
| 615595 - | 2003 UZ339               | 18 ottobre 2003   | Spacewatch          |
| 615596 - | 2003 UJ340               | 18 settembre 2003 | Spacewatch          |
| 615597 - | 2003 UV340               | 19 dicembre 2004  | CSS                 |
| 615598 - | 2003 UN346               | 29 settembre 2003 | Spacewatch          |
| 615599 - | 2003 UD352               | 19 ottobre 2003   | SDSS Collaboration  |
| 615600 - | 2003 UC357               | 19 ottobre 2003   | Spacewatch          |

## 615601-615700
| Nome     | Designazione provvisoria | Data di scoperta  | Scopritore          |
| -------- | ------------------------ | ----------------- | ------------------- |
| 615601 - | 2003 UF369               | 21 ottobre 2003   | Spacewatch          |
| 615602 - | 2003 UT370               | 21 ottobre 2003   | Spacewatch          |
| 615603 - | 2003 US375               | 3 ottobre 2003    | Spacewatch          |
| 615604 - | 2003 UN376               | 29 settembre 2003 | Spacewatch          |
| 615605 - | 2003 UX383               | 28 settembre 2003 | SDSS Collaboration  |
| 615606 - | 2003 UF386               | 1º aprile 2005    | Spacewatch          |
| 615607 - | 2003 UV389               | 22 ottobre 2003   | SDSS Collaboration  |
| 615608 - | 2003 UQ390               | 22 ottobre 2003   | SDSS Collaboration  |
| 615609 - | 2003 UO392               | 22 ottobre 2003   | SDSS Collaboration  |
| 615610 - | 2003 UA393               | 22 ottobre 2003   | SDSS Collaboration  |
| 615611 - | 2003 UN398               | 22 ottobre 2003   | SDSS Collaboration  |
| 615612 - | 2003 UJ419               | 19 ottobre 2003   | LONEOS              |
| 615613 - | 2003 UU419               | 27 gennaio 2012   | Mount Lemmon Survey |
| 615614 - | 2003 UW420               | 27 ottobre 2003   | Spacewatch          |
| 615615 - | 2003 UZ420               | 29 agosto 2006    | CSS                 |
| 615616 - | 2003 US422               | 3 febbraio 2008   | Spacewatch          |
| 615617 - | 2003 UX422               | 19 ottobre 2003   | Spacewatch          |
| 615618 - | 2003 UY422               | 19 ottobre 2003   | SDSS Collaboration  |
| 615619 - | 2003 UE423               | 14 settembre 2007 | Mount Lemmon Survey |
| 615620 - | 2003 UK423               | 21 maggio 2006    | Spacewatch          |
| 615621 - | 2003 UM423               | 15 maggio 2012    | Pan-STARRS 1        |
| 615622 - | 2003 UQ423               | 26 ottobre 2009   | Mount Lemmon Survey |
| 615623 - | 2003 UT423               | 7 febbraio 2008   | Spacewatch          |
| 615624 - | 2003 UV423               | 29 agosto 2006    | Spacewatch          |
| 615625 - | 2003 UZ423               | 8 novembre 2010   | Mount Lemmon Survey |
| 615626 - | 2003 UW424               | 15 gennaio 2009   | Spacewatch          |
| 615627 - | 2003 UD425               | 19 novembre 2003  | Spacewatch          |
| 615628 - | 2003 UA426               | 9 ottobre 2007    | Mount Lemmon Survey |
| 615629 - | 2003 UB426               | 24 novembre 2003  | Spacewatch          |
| 615630 - | 2003 UO428               | 25 ottobre 2003   | Spacewatch          |
| 615631 - | 2003 UQ428               | 10 settembre 2007 | Spacewatch          |
| 615632 - | 2003 UF429               | 5 ottobre 2014    | Mount Lemmon Survey |
| 615633 - | 2003 UV429               | 10 febbraio 2016  | Pan-STARRS 1        |
| 615634 - | 2003 UM432               | 19 agosto 2006    | Spacewatch          |
| 615635 - | 2003 UW432               | 27 marzo 2011     | Mount Lemmon Survey |
| 615636 - | 2003 UE433               | 15 novembre 1998  | Spacewatch          |
| 615637 - | 2003 UZ434               | 22 settembre 2016 | Mount Lemmon Survey |
| 615638 - | 2003 UC438               | 19 agosto 2006    | Spacewatch          |
| 615639 - | 2003 UW440               | 18 novembre 2003  | Spacewatch          |
| 615640 - | 2003 UG441               | 29 novembre 2014  | Mount Lemmon Survey |
| 615641 - | 2003 UL441               | 8 febbraio 2011   | Mount Lemmon Survey |
| 615642 - | 2003 UC444               | 17 ottobre 2003   | Spacewatch          |
| 615643 - | 2003 UL444               | 27 ottobre 2003   | Spacewatch          |
| 615644 - | 2003 UH447               | 29 ottobre 2003   | Spacewatch          |
| 615645 - | 2003 VB9                 | 28 ottobre 2003   | LINEAR              |
| 615646 - | 2003 WC3                 | 22 ottobre 2003   | LINEAR              |
| 615647 - | 2003 WG4                 | 16 novembre 2003  | Spacewatch          |
| 615648 - | 2003 WF7                 | 18 novembre 2003  | Spacewatch          |
| 615649 - | 2003 WY11                | 18 novembre 2003  | NEAT                |
| 615650 - | 2003 WG14                | 19 ottobre 2003   | Spacewatch          |
| 615651 - | 2003 WG18                | 19 novembre 2003  | NEAT                |
| 615652 - | 2003 WG24                | 9 gennaio 2000    | LINEAR              |
| 615653 - | 2003 WW35                | 17 ottobre 2003   | Spacewatch          |
| 615654 - | 2003 WC51                | 19 novembre 2003  | Spacewatch          |
| 615655 - | 2003 WA53                | 20 ottobre 2003   | Spacewatch          |
| 615656 - | 2003 WC53                | 16 ottobre 2003   | Spacewatch          |
| 615657 - | 2003 WG65                | 19 novembre 2003  | Spacewatch          |
| 615658 - | 2003 WM85                | 20 novembre 2003  | Spacewatch          |
| 615659 - | 2003 WU90                | 18 novembre 2003  | Spacewatch          |
| 615660 - | 2003 WH105               | 21 novembre 2003  | Spacewatch          |
| 615661 - | 2003 WU106               | 17 ottobre 2003   | Spacewatch          |
| 615662 - | 2003 WW143               | 18 ottobre 2003   | Spacewatch          |
| 615663 - | 2003 WH152               | 28 novembre 2003  | Spacewatch          |
| 615664 - | 2003 WQ180               | 20 novembre 2003  | Kitt Peak           |
| 615665 - | 2003 WX186               | 17 ottobre 2003   | Spacewatch          |
| 615666 - | 2003 WH187               | 23 novembre 2003  | Kitt Peak           |
| 615667 - | 2003 WJ194               | 19 novembre 2003  | Spacewatch          |
| 615668 - | 2003 WE197               | 29 marzo 2012     | Spacewatch          |
| 615669 - | 2003 WH197               | 13 dicembre 2010  | Spacewatch          |
| 615670 - | 2003 WC198               | 26 novembre 2003  | Spacewatch          |
| 615671 - | 2003 WJ198               | 12 gennaio 2011   | Spacewatch          |
| 615672 - | 2003 WX198               | 24 settembre 2008 | Spacewatch          |
| 615673 - | 2003 WG200               | 5 maggio 2005     | NEAT                |
| 615674 - | 2003 WL200               | 8 gennaio 2011    | Mount Lemmon Survey |
| 615675 - | 2003 WR200               | 4 marzo 2008      | Mount Lemmon Survey |
| 615676 - | 2003 WX200               | 29 settembre 2008 | Mount Lemmon Survey |
| 615677 - | 2003 WB202               | 24 febbraio 2008  | Spacewatch          |
| 615678 - | 2003 WX202               | 16 novembre 2003  | Spacewatch          |
| 615679 - | 2003 WF203               | 30 agosto 2006    | LONEOS              |
| 615680 - | 2003 WQ203               | 26 ottobre 2011   | Pan-STARRS 1        |
| 615681 - | 2003 WU203               | 22 febbraio 2009  | Spacewatch          |
| 615682 - | 2003 WW204               | 1º ottobre 2008   | Mount Lemmon Survey |
| 615683 - | 2003 WC205               | 29 novembre 2014  | Mount Lemmon Survey |
| 615684 - | 2003 WK205               | 27 ottobre 2008   | Mount Lemmon Survey |
| 615685 - | 2003 WL205               | 14 luglio 2013    | Pan-STARRS 1        |
| 615686 - | 2003 WS205               | 23 settembre 2008 | Spacewatch          |
| 615687 - | 2003 WU205               | 20 novembre 2003  | Spacewatch          |
| 615688 - | 2003 WN206               | 13 dicembre 2015  | Pan-STARRS 1        |
| 615689 - | 2003 WW207               | 31 ottobre 2007   | Mount Lemmon Survey |
| 615690 - | 2003 WX208               | 13 gennaio 2008   | Mount Lemmon Survey |
| 615691 - | 2003 WG211               | 19 giugno 2014    | Pan-STARRS 1        |
| 615692 - | 2003 WW211               | 23 gennaio 2015   | Pan-STARRS 1        |
| 615693 - | 2003 WL212               | 17 settembre 2013 | Mount Lemmon Survey |
| 615694 - | 2003 WA213               | 8 ottobre 2007    | Spacewatch          |
| 615695 - | 2003 WJ213               | 13 settembre 2013 | Mount Lemmon Survey |
| 615696 - | 2003 WL213               | 3 marzo 2016      | Mount Lemmon Survey |
| 615697 - | 2003 WG215               | 18 novembre 2003  | Spacewatch          |
| 615698 - | 2003 XA30                | 19 novembre 2003  | Spacewatch          |
| 615699 - | 2003 XE44                | 29 agosto 2014    | Spacewatch          |
| 615700 - | 2003 XG44                | 14 dicembre 2003  | Spacewatch          |

## 615701-615800
| Nome     | Designazione provvisoria | Data di scoperta  | Scopritore                     |
| -------- | ------------------------ | ----------------- | ------------------------------ |
| 615701 - | 2003 XH44                | 17 febbraio 2013  | Spacewatch                     |
| 615702 - | 2003 XR44                | 19 luglio 2015    | Pan-STARRS 1                   |
| 615703 - | 2003 XW44                | 2 novembre 2011   | Spacewatch                     |
| 615704 - | 2003 XS45                | 10 ottobre 2008   | Mount Lemmon Survey            |
| 615705 - | 2003 YJ6                 | 3 dicembre 2003   | LINEAR                         |
| 615706 - | 2003 YH19                | 26 novembre 2003  | Spacewatch                     |
| 615707 - | 2003 YR20                | 17 dicembre 2003  | Spacewatch                     |
| 615708 - | 2003 YG38                | 19 novembre 2003  | CSS                            |
| 615709 - | 2003 YL44                | 19 dicembre 2003  | Spacewatch                     |
| 615710 - | 2003 YB166               | 17 dicembre 2003  | Spacewatch                     |
| 615711 - | 2003 YU177               | 19 dicembre 2003  | Spacewatch                     |
| 615712 - | 2003 YG184               | 6 ottobre 2008    | Mount Lemmon Survey            |
| 615713 - | 2003 YO184               | 24 ottobre 2014   | Mount Lemmon Survey            |
| 615714 - | 2003 YQ184               | 21 gennaio 2015   | Pan-STARRS 1                   |
| 615715 - | 2003 YJ185               | 18 novembre 2014  | Mount Lemmon Survey            |
| 615716 - | 2003 YU185               | 10 dicembre 2010  | Spacewatch                     |
| 615717 - | 2003 YA186               | 17 dicembre 2003  | Spacewatch                     |
| 615718 - | 2003 YE186               | 4 gennaio 2013    | Cerro Tololo-DECam             |
| 615719 - | 2003 YM187               | 13 gennaio 2004   | Spacewatch                     |
| 615720 - | 2003 YA190               | 12 settembre 2007 | Mount Lemmon Survey            |
| 615721 - | 2003 YD190               | 21 dicembre 2003  | Spacewatch                     |
| 615722 - | 2003 YE190               | 29 dicembre 2003  | Spacewatch                     |
| 615723 - | 2004 AV14                | 15 gennaio 2004   | Spacewatch                     |
| 615724 - | 2004 AZ22                | 15 gennaio 2004   | Spacewatch                     |
| 615725 - | 2004 AB27                | 21 marzo 2009     | Mount Lemmon Survey            |
| 615726 - | 2004 BF1                 | 16 gennaio 2004   | Spacewatch                     |
| 615727 - | 2004 BJ17                | 17 gennaio 2004   | NEAT                           |
| 615728 - | 2004 BH32                | 29 dicembre 2003  | Spacewatch                     |
| 615729 - | 2004 BM64                | 22 gennaio 2004   | LINEAR                         |
| 615730 - | 2004 BP75                | 23 gennaio 2004   | LONEOS                         |
| 615731 - | 2004 BW94                | 17 gennaio 2004   | AMOS                           |
| 615732 - | 2004 BF100               | 28 gennaio 2004   | Spacewatch                     |
| 615733 - | 2004 BC106               | 16 gennaio 2004   | NEAT                           |
| 615734 - | 2004 BM121               | 22 gennaio 2004   | LINEAR                         |
| 615735 - | 2004 BD127               | 16 gennaio 2004   | Spacewatch                     |
| 615736 - | 2004 BE129               | 16 gennaio 2004   | Spacewatch                     |
| 615737 - | 2004 BM129               | 17 dicembre 2003  | Spacewatch                     |
| 615738 - | 2004 BZ129               | 16 gennaio 2004   | Spacewatch                     |
| 615739 - | 2004 BC130               | 16 gennaio 2004   | Spacewatch                     |
| 615740 - | 2004 BJ130               | 29 agosto 2002    | Spacewatch                     |
| 615741 - | 2004 BB131               | 16 gennaio 2004   | Spacewatch                     |
| 615742 - | 2004 BQ134               | 18 gennaio 2004   | NEAT                           |
| 615743 - | 2004 BT135               | 29 dicembre 2003  | Spacewatch                     |
| 615744 - | 2004 BP137               | 19 gennaio 2004   | Spacewatch                     |
| 615745 - | 2004 BF142               | 19 gennaio 2004   | Spacewatch                     |
| 615746 - | 2004 BA144               | 19 gennaio 2004   | Spacewatch                     |
| 615747 - | 2004 BG154               | 28 gennaio 2004   | Spacewatch                     |
| 615748 - | 2004 BQ165               | 1º maggio 2013    | Schwartz, M., Holvorcem, P. R. |
| 615749 - | 2004 BS165               | 4 ottobre 2016    | Mount Lemmon Survey            |
| 615750 - | 2004 BT165               | 28 gennaio 2004   | Spacewatch                     |
| 615751 - | 2004 BY165               | 30 ottobre 2008   | Spacewatch                     |
| 615752 - | 2004 BF166               | 27 gennaio 2004   | Spacewatch                     |
| 615753 - | 2004 BT166               | 27 ottobre 2017   | Mount Lemmon Survey            |
| 615754 - | 2004 BX166               | 29 settembre 2013 | Spacewatch                     |
| 615755 - | 2004 BU168               | 30 gennaio 2004   | Spacewatch                     |
| 615756 - | 2004 BG169               | 20 novembre 2008  | Spacewatch                     |
| 615757 - | 2004 BM169               | 16 gennaio 2015   | Pan-STARRS 1                   |
| 615758 - | 2004 BU169               | 26 novembre 2014  | Pan-STARRS 1                   |
| 615759 - | 2004 BB172               | 1º maggio 2011    | Pan-STARRS 1                   |
| 615760 - | 2004 BE172               | 19 novembre 2008  | Mount Lemmon Survey            |
| 615761 - | 2004 BL172               | 20 giugno 2015    | Pan-STARRS 1                   |
| 615762 - | 2004 BR172               | 8 febbraio 2015   | Spacewatch                     |
| 615763 - | 2004 BN173               | 19 gennaio 2004   | Spacewatch                     |
| 615764 - | 2004 BB174               | 30 gennaio 2004   | Spacewatch                     |
| 615765 - | 2004 CC8                 | 10 febbraio 2004  | Holvorcem, P. R., Schwartz, M. |
| 615766 - | 2004 CG16                | 11 febbraio 2004  | Spacewatch                     |
| 615767 - | 2004 CX19                | 28 gennaio 2004   | Spacewatch                     |
| 615768 - | 2004 CC24                | 12 febbraio 2004  | Spacewatch                     |
| 615769 - | 2004 CC34                | 12 febbraio 2004  | Spacewatch                     |
| 615770 - | 2004 CE82                | 12 febbraio 2004  | Spacewatch                     |
| 615771 - | 2004 CS125               | 12 febbraio 2004  | Spacewatch                     |
| 615772 - | 2004 CM126               | 12 febbraio 2004  | Spacewatch                     |
| 615773 - | 2004 CX131               | 29 agosto 2006    | Spacewatch                     |
| 615774 - | 2004 CV132               | 14 gennaio 2008   | Spacewatch                     |
| 615775 - | 2004 CD134               | 21 dicembre 2014  | Pan-STARRS 1                   |
| 615776 - | 2004 CQ134               | 14 gennaio 2011   | Spacewatch                     |
| 615777 - | 2004 CT135               | 23 novembre 2013  | Pan-STARRS 1                   |
| 615778 - | 2004 CU135               | 14 ottobre 2015   | Spacewatch                     |
| 615779 - | 2004 DZ7                 | 17 febbraio 2004  | Spacewatch                     |
| 615780 - | 2004 DX69                | 31 gennaio 2004   | Spacewatch                     |
| 615781 - | 2004 DC79                | 17 febbraio 2004  | Ortiz, J. L., Santos-Sanz, P.  |
| 615782 - | 2004 DC83                | 27 marzo 2011     | Mount Lemmon Survey            |
| 615783 - | 2004 DJ83                | 21 giugno 2014    | Mount Lemmon Survey            |
| 615784 - | 2004 DO84                | 11 dicembre 2013  | Mount Lemmon Survey            |
| 615785 - | 2004 DC85                | 1º novembre 2008  | Spacewatch                     |
| 615786 - | 2004 DG86                | 20 novembre 2017  | Pan-STARRS 1                   |
| 615787 - | 2004 DH86                | 1º ottobre 1995   | Spacewatch                     |
| 615788 - | 2004 DT86                | 20 gennaio 2015   | Pan-STARRS 1                   |
| 615789 - | 2004 DZ86                | 10 luglio 2018    | Pan-STARRS 1                   |
| 615790 - | 2004 DC87                | 26 febbraio 2004  | Buie, M. W., Trilling, D. E.   |
| 615791 - | 2004 DF87                | 30 agosto 2005    | Spacewatch                     |
| 615792 - | 2004 DO87                | 4 dicembre 2008   | Spacewatch                     |
| 615793 - | 2004 DF88                | 29 settembre 2008 | Mount Lemmon Survey            |
| 615794 - | 2004 DZ88                | 18 febbraio 2004  | Spacewatch                     |
| 615795 - | 2004 EE11                | 15 marzo 2004     | Holvorcem, P. R., Schwartz, M. |
| 615796 - | 2004 EY20                | 17 febbraio 2004  | LINEAR                         |
| 615797 - | 2004 EZ60                | 19 febbraio 2004  | AMOS                           |
| 615798 - | 2004 ED89                | 14 marzo 2004     | Spacewatch                     |
| 615799 - | 2004 EC104               | 15 marzo 2004     | Spacewatch                     |
| 615800 - | 2004 EH107               | 15 marzo 2004     | Spacewatch                     |

## 615801-615900
| Nome     | Designazione provvisoria | Data di scoperta  | Scopritore             |
| -------- | ------------------------ | ----------------- | ---------------------- |
| 615801 - | 2004 EF109               | 15 marzo 2004     | Spacewatch             |
| 615802 - | 2004 EQ117               | 15 marzo 2004     | Spacewatch             |
| 615803 - | 2004 ET117               | 11 febbraio 2016  | Pan-STARRS 1           |
| 615804 - | 2004 FJ5                 | 19 marzo 2004     | Ryan, W., Martinez, C. |
| 615805 - | 2004 FY10                | 17 marzo 2004     | Spacewatch             |
| 615806 - | 2004 FJ16                | 26 marzo 2004     | LINEAR                 |
| 615807 - | 2004 FC25                | 17 marzo 2004     | Spacewatch             |
| 615808 - | 2004 FA30                | 17 marzo 2004     | NEAT                   |
| 615809 - | 2004 FQ72                | 17 marzo 2004     | Spacewatch             |
| 615810 - | 2004 FJ84                | 11 dicembre 2013  | Pan-STARRS 1           |
| 615811 - | 2004 FL84                | 18 marzo 2004     | Spacewatch             |
| 615812 - | 2004 FQ89                | 25 aprile 2000    | LONEOS                 |
| 615813 - | 2004 FG103               | 15 marzo 2004     | Spacewatch             |
| 615814 - | 2004 FM120               | 23 marzo 2004     | Spacewatch             |
| 615815 - | 2004 FA123               | 26 marzo 2004     | LINEAR                 |
| 615816 - | 2004 FU123               | 26 marzo 2004     | Dell'Antonio, I.       |
| 615817 - | 2004 FE153               | 17 marzo 2004     | Spacewatch             |
| 615818 - | 2004 FF153               | 17 marzo 2004     | Spacewatch             |
| 615819 - | 2004 FP167               | 18 aprile 2007    | Mount Lemmon Survey    |
| 615820 - | 2004 FS167               | 26 settembre 2006 | Mount Lemmon Survey    |
| 615821 - | 2004 FT167               | 29 marzo 2004     | Spacewatch             |
| 615822 - | 2004 FT169               | 13 febbraio 2011  | Mount Lemmon Survey    |
| 615823 - | 2004 FG171               | 26 febbraio 2011  | Mount Lemmon Survey    |
| 615824 - | 2004 FY173               | 18 settembre 1995 | Spacewatch             |
| 615825 - | 2004 FD174               | 29 novembre 2013  | Mount Lemmon Survey    |
| 615826 - | 2004 FL175               | 27 marzo 2004     | Spacewatch             |
| 615827 - | 2004 FU176               | 7 marzo 2016      | Pan-STARRS 1           |
| 615828 - | 2004 FD177               | 21 novembre 2008  | Spacewatch             |
| 615829 - | 2004 FP177               | 19 gennaio 2017   | Mount Lemmon Survey    |
| 615830 - | 2004 GD7                 | 12 aprile 2004    | Spacewatch             |
| 615831 - | 2004 GN9                 | 12 aprile 2004    | Spacewatch             |
| 615832 - | 2004 GF19                | 13 aprile 2004    | Spacewatch             |
| 615833 - | 2004 GE35                | 13 aprile 2004    | Spacewatch             |
| 615834 - | 2004 GB52                | 13 aprile 2004    | Spacewatch             |
| 615835 - | 2004 GD65                | 13 aprile 2004    | Spacewatch             |
| 615836 - | 2004 GO68                | 13 aprile 2004    | Spacewatch             |
| 615837 - | 2004 GL88                | 5 ottobre 2002    | NEAT                   |
| 615838 - | 2004 GK90                | 4 gennaio 2014    | Mount Lemmon Survey    |
| 615839 - | 2004 GM90                | 13 aprile 2004    | Spacewatch             |
| 615840 - | 2004 GC91                | 21 maggio 2015    | Pan-STARRS 1           |
| 615841 - | 2004 HY12                | 16 aprile 2004    | Spacewatch             |
| 615842 - | 2004 HC66                | 20 aprile 2004    | Spacewatch             |
| 615843 - | 2004 HF81                | 22 aprile 2004    | Spacewatch             |
| 615844 - | 2004 HP81                | 3 dicembre 2013   | Pan-STARRS 1           |
| 615845 - | 2004 JE10                | 10 maggio 2004    | NEAT                   |
| 615846 - | 2004 JX22                | 11 maggio 2004    | LONEOS                 |
| 615847 - | 2004 JW39                | 14 maggio 2004    | Spacewatch             |
| 615848 - | 2004 JG58                | 25 febbraio 2011  | Mount Lemmon Survey    |
| 615849 - | 2004 KH1                 | 19 maggio 2004    | Young, J.              |
| 615850 - | 2004 KU19                | 23 novembre 2006  | Mount Lemmon Survey    |
| 615851 - | 2004 KO20                | 17 maggio 2004    | Bickel, W.             |
| 615852 - | 2004 LN27                | 13 giugno 2004    | Spacewatch             |
| 615853 - | 2004 LY31                | 12 giugno 2004    | Spacewatch             |
| 615854 - | 2004 MX8                 | 19 ottobre 2010   | Mount Lemmon Survey    |
| 615855 - | 2004 MF10                | 18 agosto 2009    | Spacewatch             |
| 615856 - | 2004 NU13                | 11 luglio 2004    | LINEAR                 |
| 615857 - | 2004 ON6                 | 16 luglio 2004    | LINEAR                 |
| 615858 - | 2004 OV16                | 25 luglio 2004    | LONEOS                 |
| 615859 - | 2004 PQ                  | 5 agosto 2004     | NEAT                   |
| 615860 - | 2004 PK15                | 7 agosto 2004     | NEAT                   |
| 615861 - | 2004 PM15                | 7 agosto 2004     | NEAT                   |
| 615862 - | 2004 PX59                | 9 agosto 2004     | LONEOS                 |
| 615863 - | 2004 PV87                | 11 agosto 2004    | LINEAR                 |
| 615864 - | 2004 PD95                | 12 agosto 2004    | LINEAR                 |
| 615865 - | 2004 PU118               | 14 aprile 2008    | Mount Lemmon Survey    |
| 615866 - | 2004 PP119               | 9 settembre 2008  | Mount Lemmon Survey    |
| 615867 - | 2004 PW119               | 25 ottobre 2008   | CSS                    |
| 615868 - | 2004 PX119               | 31 ottobre 2005   | Spacewatch             |
| 615869 - | 2004 PF120               | 28 ottobre 2014   | Pan-STARRS 1           |
| 615870 - | 2004 PH121               | 16 luglio 2004    | Cerro Tololo           |
| 615871 - | 2004 QS8                 | 28 aprile 2003    | Spacewatch             |
| 615872 - | 2004 QP20                | 20 agosto 2004    | Spacewatch             |
| 615873 - | 2004 QE32                | 21 agosto 2008    | Spacewatch             |
| 615874 - | 2004 QR32                | 16 luglio 2004    | Siding Spring Survey   |
| 615875 - | 2004 QR33                | 22 agosto 2004    | Spacewatch             |
| 615876 - | 2004 QZ34                | 8 settembre 2016  | Pan-STARRS 1           |
| 615877 - | 2004 RF31                | 7 settembre 2004  | LINEAR                 |
| 615878 - | 2004 RV46                | 8 settembre 2004  | LINEAR                 |
| 615879 - | 2004 RN61                | 8 settembre 2004  | LINEAR                 |
| 615880 - | 2004 RP85                | 7 settembre 2004  | Spacewatch             |
| 615881 - | 2004 RR96                | 22 agosto 2004    | Spacewatch             |
| 615882 - | 2004 RQ98                | 16 agosto 2004    | Brewster, S. C.        |
| 615883 - | 2004 RR124               | 7 settembre 2004  | Spacewatch             |
| 615884 - | 2004 RC134               | 7 settembre 2004  | Spacewatch             |
| 615885 - | 2004 RJ202               | 28 settembre 2001 | NEAT                   |
| 615886 - | 2004 RH212               | 11 settembre 2004 | LINEAR                 |
| 615887 - | 2004 RF241               | 10 settembre 2004 | Spacewatch             |
| 615888 - | 2004 RS242               | 10 settembre 2004 | Spacewatch             |
| 615889 - | 2004 RH256               | 7 settembre 2004  | Spacewatch             |
| 615890 - | 2004 RB258               | 10 settembre 2004 | LINEAR                 |
| 615891 - | 2004 RW258               | 10 settembre 2004 | Spacewatch             |
| 615892 - | 2004 RB261               | 10 settembre 2004 | Spacewatch             |
| 615893 - | 2004 RC262               | 10 settembre 2004 | Spacewatch             |
| 615894 - | 2004 RQ268               | 11 settembre 2004 | Spacewatch             |
| 615895 - | 2004 RR269               | 11 settembre 2004 | Spacewatch             |
| 615896 - | 2004 RW269               | 11 settembre 2004 | Spacewatch             |
| 615897 - | 2004 RZ280               | 15 settembre 2004 | Spacewatch             |
| 615898 - | 2004 RW283               | 15 settembre 2004 | Spacewatch             |
| 615899 - | 2004 RS288               | 20 marzo 2002     | Kitt Peak              |
| 615900 - | 2004 RG299               | 11 settembre 2004 | Spacewatch             |

## 615901-616000
| Nome     | Designazione provvisoria | Data di scoperta  | Scopritore           |
| -------- | ------------------------ | ----------------- | -------------------- |
| 615901 - | 2004 RM302               | 11 settembre 2004 | Spacewatch           |
| 615902 - | 2004 RU329               | 15 settembre 2004 | Siding Spring Survey |
| 615903 - | 2004 RD340               | 12 settembre 2004 | Spacewatch           |
| 615904 - | 2004 RR342               | 20 agosto 2004    | CSS                  |
| 615905 - | 2004 RY357               | 15 settembre 2012 | Spacewatch           |
| 615906 - | 2004 RH358               | 3 agosto 2000     | Spacewatch           |
| 615907 - | 2004 RV358               | 16 marzo 2012     | Pan-STARRS 1         |
| 615908 - | 2004 RY358               | 20 settembre 2008 | Spacewatch           |
| 615909 - | 2004 RW359               | 6 ottobre 2008    | Mount Lemmon Survey  |
| 615910 - | 2004 RK361               | 20 settembre 2009 | Spacewatch           |
| 615911 - | 2004 RN361               | 17 agosto 2009    | Spacewatch           |
| 615912 - | 2004 RF362               | 25 giugno 2015    | Pan-STARRS 1         |
| 615913 - | 2004 RJ362               | 27 aprile 2011    | Spacewatch           |
| 615914 - | 2004 SZ2                 | 17 settembre 2004 | Sarneczky, K.        |
| 615915 - | 2004 SX4                 | 4 settembre 2004  | NEAT                 |
| 615916 - | 2004 SY6                 | 17 settembre 2004 | Spacewatch           |
| 615917 - | 2004 SA11                | 21 agosto 2004    | Siding Spring Survey |
| 615918 - | 2004 SM16                | 17 settembre 2004 | LONEOS               |
| 615919 - | 2004 SA24                | 17 settembre 2004 | Spacewatch           |
| 615920 - | 2004 SX24                | 21 settembre 2004 | Spacewatch           |
| 615921 - | 2004 SG27                | 16 settembre 2004 | Spacewatch           |
| 615922 - | 2004 SH27                | 16 settembre 2004 | Spacewatch           |
| 615923 - | 2004 SZ29                | 9 settembre 2004  | LINEAR               |
| 615924 - | 2004 SS43                | 18 settembre 2004 | LINEAR               |
| 615925 - | 2004 SS64                | 6 settembre 2008  | Mount Lemmon Survey  |
| 615926 - | 2004 TK15                | 4 ottobre 2004    | Spacewatch           |
| 615927 - | 2004 TF84                | 5 ottobre 2004    | Spacewatch           |
| 615928 - | 2004 TE89                | 5 ottobre 2004    | Spacewatch           |
| 615929 - | 2004 TS104               | 7 ottobre 2004    | Spacewatch           |
| 615930 - | 2004 TC129               | 7 ottobre 2004    | LINEAR               |
| 615931 - | 2004 TX139               | 5 ottobre 2004    | Spacewatch           |
| 615932 - | 2004 TM152               | 22 settembre 2004 | Spacewatch           |
| 615933 - | 2004 TA155               | 6 ottobre 2004    | Spacewatch           |
| 615934 - | 2004 TB155               | 6 ottobre 2004    | Spacewatch           |
| 615935 - | 2004 TC163               | 6 ottobre 2004    | Spacewatch           |
| 615936 - | 2004 TT165               | 7 ottobre 2004    | Spacewatch           |
| 615937 - | 2004 TR174               | 9 ottobre 2004    | LINEAR               |
| 615938 - | 2004 TS184               | 18 novembre 2001  | Spacewatch           |
| 615939 - | 2004 TB215               | 9 ottobre 2004    | Spacewatch           |
| 615940 - | 2004 TA225               | 8 ottobre 2004    | Spacewatch           |
| 615941 - | 2004 TR225               | 8 ottobre 2004    | Spacewatch           |
| 615942 - | 2004 TU226               | 8 ottobre 2004    | Spacewatch           |
| 615943 - | 2004 TY232               | 8 ottobre 2004    | Spacewatch           |
| 615944 - | 2004 TW244               | 7 ottobre 2004    | Spacewatch           |
| 615945 - | 2004 TN269               | 9 ottobre 2004    | Spacewatch           |
| 615946 - | 2004 TZ278               | 9 ottobre 2004    | Spacewatch           |
| 615947 - | 2004 TU281               | 11 ottobre 2004   | Spacewatch           |
| 615948 - | 2004 TX290               | 10 ottobre 2004   | Spacewatch           |
| 615949 - | 2004 TY300               | 8 ottobre 2004    | Spacewatch           |
| 615950 - | 2004 TA309               | 10 ottobre 2004   | Spacewatch           |
| 615951 - | 2004 TA327               | 14 ottobre 2004   | NEAT                 |
| 615952 - | 2004 TH333               | 9 ottobre 2004    | Spacewatch           |
| 615953 - | 2004 TT354               | 15 ottobre 2004   | Mount Lemmon Survey  |
| 615954 - | 2004 TH372               | 31 dicembre 2005  | Spacewatch           |
| 615955 - | 2004 TO376               | 7 ottobre 2004    | Spacewatch           |
| 615956 - | 2004 TS376               | 23 ottobre 2008   | Mount Lemmon Survey  |
| 615957 - | 2004 TA379               | 23 gennaio 2006   | Spacewatch           |
| 615958 - | 2004 TT379               | 12 settembre 2009 | Spacewatch           |
| 615959 - | 2004 TN383               | 13 marzo 2013     | Mount Lemmon Survey  |
| 615960 - | 2004 TE384               | 17 ottobre 2014   | Spacewatch           |
| 615961 - | 2004 VS31                | 3 novembre 2004   | Spacewatch           |
| 615962 - | 2004 VV36                | 4 novembre 2004   | Spacewatch           |
| 615963 - | 2004 VS49                | 4 novembre 2004   | Spacewatch           |
| 615964 - | 2004 VJ67                | 10 novembre 2004  | Spacewatch           |
| 615965 - | 2004 VO83                | 10 novembre 2004  | Spacewatch           |
| 615966 - | 2004 VQ89                | 11 novembre 2004  | Spacewatch           |
| 615967 - | 2004 VM110               | 9 novembre 2004   | Mauna Kea            |
| 615968 - | 2004 VS132               | 22 settembre 2008 | Spacewatch           |
| 615969 - | 2004 VW133               | 21 ottobre 2008   | Mount Lemmon Survey  |
| 615970 - | 2004 VD134               | 17 settembre 2013 | Mount Lemmon Survey  |
| 615971 - | 2004 WW5                 | 15 ottobre 2004   | Mount Lemmon Survey  |
| 615972 - | 2004 XB14                | 9 dicembre 2004   | Spacewatch           |
| 615973 - | 2004 XC48                | 9 dicembre 2004   | Spacewatch           |
| 615974 - | 2004 XX51                | 12 dicembre 2004  | CINEOS               |
| 615975 - | 2004 XL125               | 11 dicembre 2004  | CSS                  |
| 615976 - | 2004 XZ125               | 11 dicembre 2004  | CSS                  |
| 615977 - | 2004 XV139               | 13 dicembre 2004  | Spacewatch           |
| 615978 - | 2004 XL153               | 15 dicembre 2004  | Spacewatch           |
| 615979 - | 2004 XW194               | 21 febbraio 2012  | Mount Lemmon Survey  |
| 615980 - | 2004 XD196               | 3 dicembre 2004   | Spacewatch           |
| 615981 - | 2004 XO196               | 29 ottobre 2017   | Pan-STARRS 1         |
| 615982 - | 2004 XU196               | 16 gennaio 2009   | Mount Lemmon Survey  |
| 615983 - | 2004 XQ197               | 20 ottobre 2012   | Mount Lemmon Survey  |
| 615984 - | 2004 XA198               | 2 dicembre 2008   | Spacewatch           |
| 615985 - | 2004 XR198               | 11 dicembre 2004  | Spacewatch           |
| 615986 - | 2004 YA7                 | 4 novembre 2004   | Spacewatch           |
| 615987 - | 2004 YL28                | 11 novembre 2004  | Spacewatch           |
| 615988 - | 2004 YV39                | 18 dicembre 2004  | Mount Lemmon Survey  |
| 615989 - | 2004 YK40                | 18 novembre 2014  | Mount Lemmon Survey  |
| 615990 - | 2004 YT41                | 20 dicembre 2004  | Mount Lemmon Survey  |
| 615991 - | 2005 AT21                | 6 gennaio 2005    | CSS                  |
| 615992 - | 2005 AP44                | 15 gennaio 2005   | Spacewatch           |
| 615993 - | 2005 AA49                | 13 gennaio 2005   | Spacewatch           |
| 615994 - | 2005 AN59                | 15 gennaio 2005   | Spacewatch           |
| 615995 - | 2005 AL63                | 13 gennaio 2005   | Spacewatch           |
| 615996 - | 2005 AN80                | 15 gennaio 2005   | Spacewatch           |
| 615997 - | 2005 AW83                | 31 ottobre 2013   | Mount Lemmon Survey  |
| 615998 - | 2005 AD84                | 28 aprile 2011    | Pan-STARRS 1         |
| 615999 - | 2005 AN84                | 22 dicembre 2008  | Spacewatch           |
| 616000 - | 2005 BO8                 | 7 gennaio 2005    | LINEAR               |